# Fotbal Club Vaslui 2013-2014
Questa voce raccoglie le informazioni riguardanti il Fotbal Club Vaslui nelle competizioni ufficiali della stagione 2013-2014.

## Rosa
| N. |                       | Ruolo | Calciatore           |
| -- | --------------------- | ----- | -------------------- |
| 2  | Spagna (bandiera)     | D     | César Ortiz          |
| 4  | Romania (bandiera)    | D     | Andrei Cordoș        |
| 5  | Polonia (bandiera)    | D     | Piotr Celeban        |
| 8  | Romania (bandiera)    | C     | Liviu Antal          |
| 9  | Romania (bandiera)    | A     | Sabrin Sburlea       |
| 10 | Romania (bandiera)    | C     | Leonard Manole       |
| 11 | Germania (bandiera)   | A     | Denis Pozder         |
| 12 | Lituania (bandiera)   | P     | Vytautas Černiauskas |
| 15 | Romania (bandiera)    | C     | Adrian Neniță        |
| 16 | Portogallo (bandiera) | A     | Nuno Viveiros        |
| 17 | Romania (bandiera)    | C     | Sergiu Popovici      |
| 18 | Brasile (bandiera)    | C     | Cauê                 |
| 19 | Zimbabwe (bandiera)   | A     | Mike Temwanjera      |

| N. |                      | Ruolo | Calciatore         |
| -- | -------------------- | ----- | ------------------ |
| 20 | Romania (bandiera)   | D     | Nicolae Mușat      |
| 21 | Polonia (bandiera)   | C     | Jakub Wilk         |
| 22 | Romania (bandiera)   | P     | Octavian Ormenișan |
| 23 | Romania (bandiera)   | D     | Adrian Sălăgeanu   |
| 25 | Slovenia (bandiera)  | C     | Anej Lovrečič      |
| 28 | Brasile (bandiera)   | C     | Madson             |
| 29 | Romania (bandiera)   | A     | Adrian Pătulea     |
| 30 | Romania (bandiera)   | D     | Ionuț Balaur       |
| 40 | Romania (bandiera)   | A     | Alexandru Buziuc   |
| 70 | Croazia (bandiera)   | D     | Igor Prahić        |
| 77 | Romania (bandiera)   | C     | Andrei Enescu      |
| 89 | Romania (bandiera)   | P     | Cătălin Straton    |
|    | Argentina (bandiera) | C     | Franco Razzotti    |